# Chambre des comptes d'Anjou
La Chambre des comptes d'Anjou était, sous l'Ancien Régime, une cour princière spécialisée dans les affaires de finance du duché d'Anjou.

## Historique
La Chambre des comptes d’Anjou est un des rouages essentiels du gouvernement ducal de la seconde maison d’Anjou à la fin du Moyen Âge. Elle assure la sauvegarde, le contrôle et la gestion du patrimoine angevin. Elle participe activement à la mise en place et au développement de l’administration princière dans ces territoires.
On ne connaît la date exacte de l'origine de la Chambre des comptes. Elle apparaît dans les documents en 1368 quand elle s'oppose à une donation faite par le duc au profit du chapitre de l'église Saint-Laud d'Angers. La Chambre des comptes devait fonctionner depuis quelque temps déjà. On peut raisonnablement penser qu'elle a été créée après que le roi Jean II le Bon ait donné le comté d'Anjou en apanage à son fils Louis, en 1351. Le comté est devenu un duché en 1360.
La Chambre des comptes possédait l'essentiel de ses attributions dans les années 1370. Dès 1380, la Chambre des comptes avait ouvert un registre d'expéditions authentiques. En 1397, elle assurait l'enregistrement et la conservation de tous les actes qui émanaient de l'autorité ducale. Elle a été organisée par le duc Louis II d'Anjou par l'ordonnance du 31 mai 1400.
En 1451, le duc René d'Anjou décide de réformer son administration. Le président de la Chambre des comptes, Guillaume Gauquelin, a « mandé au juges, lieutenants, sénéchaux, receveurs, procureurs et autres fonctionnaires de remplir leurs charges avec la plus grande exactitude, de ne pas empiéter sur leurs droits réciproques, de fournir les cautions nécessaires, ...».
Le travail de la Chambre des comptes a été organisé par un règlement, le 19 avril 1459.
La Chambre des comptes a quitté Angers pendant l'épidémie de peste, en 1463, et ont continué leurs opérations aux Ponts-de-Cé.
Louis XI veut que le duché d'Anjou retourne au domaine royal après la mort de René d'Anjou. Après avoir appris le testament rédigé par ce dernier, il se rend à Angers en 1474 à la tête d'une armée et prend le contrôle de la ville. Il nomme Guillaume de Cerisay, gouverneur de l'Anjou ainsi que maire de la cité d'Angers. L'Anjou cesse dès lors d'être un apanage et entre définitivement dans le domaine royal en 1480, à la mort du roi René. Dans un premier temps, la Chambre des comptes d'Anjou n'a pas été supprimée par le roi Louis XI qui a d'abord conservé la Chambre des comptes et le Conseil ducal. Par lettres patentes d'octobre 1480, le roi a créé à Angers une Chambre des comptes royale. Le parlement et la Chambre des comptes de Paris ont refusé d'enregistrer les lettres patentes sous le prétexte qu'elles étaient mal rédigées. Le roi a dû les réécrire en janvier 1482. Les officiers de la Chambre des comptes d'Angers sont gardés mais la présidence est donnée en Jean Bréhier. Charles VIII a décidé de supprimer la Chambre des comptes d'Angers et du Mans en octobre 1483. La Chambre des comptes d'Angers a continué à fonctionner jusqu'en janvier 1484.
Charles VIII qui a demandé que les archives de la Chambre des comptes d'Angers et du Maine soient versées dans celles de la Chambre des comptes de Paris. Les archives ont été apportées à Paris en 1485, un premier inventaire est dressé en 1487 et un second plus détaillé en 1541. Pour s'occuper des comptes du duché d'Anjou et du Maine, Louis XI et Charles VIII ont augmenté le nombre de maîtres dans la Chambre des comptes de Paris. 
Par chance, les mémoriaux des ducs d'Anjou n'ont pas été détruits pat l'incendie de la Chambre des comptes de Paris, en 1737.

## Composition de la Chambre des comptes
En 1400, la Chambre des comptes comprend, outre le chancelier qui la préside, huit conseillers, deux clercs et un huissier.
En 1437, la Chambre des comptes est ramenée à six membres, soit trois conseillers ou maîtres auditeurs, Jean Lohéac, Guillemin Gorelle et Jean de la Teillaie, deux clercs, Jean Buynart et Jean Le Royer, et un huissier, Briend Buynart. Il faut ajouter le président, nommé en 1442 Alain Lequeu, archidiacre d'Angers, puis un auditeur extraordinaire, Pierre Le Roy, un des secrétaires du duc. À la mort d'Alain Lequeu, en 1450, il est remplacé par le plus ancien des gens des comptes, Guillaume Gauquelin. À sa mort, sur le conseil des maîtres de la Chambre, la présidence est supprimée, mais le duc s'est aperçu qu'il avait été mal conseillé « à son grant préjudice et en ravalement et diminucion des droiz, prérogatives, préhéminences et auctoritez de son pays et duchié d'Anjou ». Le duc rétablit la présidence le 1er décembre 1467 et nomme Jean de la Vignolle, son conseiller et doyen de l'église d'Angers. Il est remplacé le 8 août 1477 par le trésorier James Louet, mais il n'a vécu que deux ans. Un autre financier est noté, Jean Legay, mais il est mort avant son entrée en fonction. La présidence est donnée, le 19 septembre 1479, à Pierre Guiot, lieutenant d'Angers et sénéchal d'Anjou.

### Présidents de la Chambre des comptes
- Alain Lequeu, il est le premier président nommé en 1442, mort en 1450.
- Guillaume Gauquelin , dit Sablé, mort à Angers le 28 juin 1464[9]. En 1400, il est secrétaire du duc d'Anjou. Il est déjà président de la Chambre des comptes en 1450.

La présidence est supprimée entre 1464 et 1467.
- Jean de La Vignolle, doyen de la cathédrale d'Angers, nommé en 1467.
- James Louet, nommé en 1477, mort en 1479.
- Jean Legay, nommé en 1479, mais mort avant son entrée en fonction.
- Pierre Guiot, nommé en 1479
- Jean Bréhier, nommé en 1480, jusqu'à la fin des travaux de la Chambre, en janvier 1484.